# Kiss and Tell (album de Selena Gomez and the Scene)
Pour les articles homonymes, voir Kiss and Tell.
Albums de Selena Gomez and the Scene
A Year Without Rain
(2010)
Singles
1. Falling Down
Sortie : 25 août 2009
2. Naturally
Sortie : 1er février 2010

Kiss and Tell est le tout premier album en studio du groupe américain Selena Gomez and the Scene et de Selena Gomez. La jeune fille a toujours déclaré vouloir un groupe, et c'est pour cela qu'elle ne voulait pas entamer une carrière musicale solo. Cet album est sorti le 29 septembre 2009 sur le sol américain et le 10 mai 2010 à travers le monde sous le label de Hollywood Records. Le groupe a travaillé avec beaucoup d'artistes et de compositeurs différents à savoir Gina Schock et Go-Go's, d'ailleurs les critiques ont trouvé que l'esprit de l'album était un peu trop dans le style musical de Gina Schock. Bien que la majorité des critiques reçu par cet album sont positives, certains ont critiqué la performance musicale de Selena Gomez notamment lors de sa performance dans l'émission Dancing with the Stars.
Le groupe a sorti deux single pour promouvoir l'album : Falling Down, qui est sorti le 25 août 2009 a connu un succès assez mitigé au niveau des charts et est arrivé à la 82e place du Top aux États-Unis mais est devenu un vrai hit au Japon en arrivant à la 15e place, ce qui est la meilleure place du groupe dans ce pays. Naturally, qui est sorti le 1er février 2010, est le single qui a connu le plus de succès à travers le monde en arrivant dans le Top 40 aux États-Unis et dans le Top 10 dans des dizaines de pays d'Europe comme l'Allemagne, le Royaume-Uni et d'autres.
L'album est arrivé à la neuvième place du Top en se vendant à plus de 66 000 copies dès la première semaine. À la fin de l'année, il est arrivé à la 47e place. Il est arrivé dans le Top 10 dans de nombreux pays comme l'Espagne et la Grèce et à la 22e place au Canada. En mars 2011, il est certifié Disque de platine par la RIAA aux États-Unis. Cet album a aussi été certifié Disque d'or au Canada et en Argentine.

## Production
Selena Gomez a commencé la publicité pour son premier album en juillet 2008 lors d'une interview avec Jocelyn Vena de "MTV News" en déclarant: « Je vais rejoindre un groupe, ce qui n'est pas quelque chose que je fais en général. Je ne vais pas être une artiste solo. Je pense même que je ne veux pas que mon nom soit lié à ça ». Elle a aussi déclaré que si sa musique ne faisait pas danser les gens, ou même leur faire bouger leurs têtes, alors ça voulait dire qu'elle a échoué. Après deux ans d'enregistrement et d'écriture d'une centaine de chansons, Selena annonce le nom de son groupe. Elle explique: « J'ai nommé mon groupe "The Scene", parce que beaucoup de gens se sont moqués du fait que je sois sur scène, alors je me suis dit au lieu d'essayer de les battre à leur propre jeu, je les rejoins (rires) ».
Selena Gomez a déclaré que le groupe s'est formé après un très long processus d'audition qui avait l'air interminable pour elle, cependant Selena a déclaré que ça en valait le coup, car elle a un groupe super. Malgré ça, peu de temps après avoir rejoint le groupe, le claviste Nick Foxer quitte le groupe et se fait remplacer par Dane Forrest. Selena a réenregistré le hit Tell Me Something I Don't Know pour l'album vu qu'elle avait quinze ans lorsqu'elle l'a enregistré pour la première fois. Elle a écrit la chanson I Won't Apologize qui parle de l'un de ses ex-petits amis et qui lui tient à cœur.

## Composition
Au niveau musical, l'album s'est inspiré de différentes artistes comme Demi Lovato, Lady Gaga et Avril Lavigne. Selena Gomez a déclaré qu'elle trouvait la musique "amusante" et "énergique". « Je suis encore nouvelle dans l'industrie et il est clair que je recherche un style musical en particulier, pour l'instant je suis heureuse des retours que j'ai pu recevoir avec ma musique, j'espère que ça va continuer ». La chanson Falling Down est un vrai mélange de sonorités pop et electro avec des sons un peu rock, d'après Selena, ce single est censé parler du monde hollywoodien, à quel point il peut être superficiel et très second degré. "As A Blonde" est le côté de Selena qui aimerait changer de personnalité pour goûter un peu plus au nouveau.
Kiss and Tell est composé de chansons avec des influences dance, pop, electro et rock. Le morceau Kiss and Tell parle du fait qu'une confiance en Hollywood peut être brisée par les paillettes et connait des sons electro, rock et punk. I Won't Apologize est la chanson la plus personnelle de Selena, est une chanson aux rythmes "synth-rock" parle des changements qui surviennent en chaque jeune fille après une rupture douloureuse. Le premier single Falling Down qui, comme Kiss and Tell, connait des influences agressives au niveau de la batterie, le message concerne la superficialité qui règne à Hollywood et le changement de l'entourage. I Promise You est une des chansons acoustiques qui parle d'une fille qui promet un amour fou à son petit ami. Crush est la chanson la plus agressive de l'album avec une très forte influence et inspiration au niveau de la musique d'Avril Lavigne. Le second single et grand tube de l'album, Naturally est la chanson favorite de Selena avec un mélange de rock et d'electro.
The Way I Loved You est la ballade de l'album. More est une chanson avec des influences party-dance et de la musique de Britney Spears (Gimme More). As a Blonde est le côté de Selena Gomez qui montre son désir de renouveau, de changement et de nouvelle vie avec des sons pop rock. I Don't Miss You at All est un morceau qui parle d'une jeune fille qui n'a aucune difficulté à oublier son ex et vit les douces joies du célibat. Stop and Erase est une lutte contre le harcèlement et Got U montre le côté manipulateur de Selena. Pour cet opus, Selena a réenregistré Tell Me Something I Don't Know pour cet opus.
La version Deluxe de l'album contient le tube du groupe Naturally remixé avec des making-of et quelques autres bonus.

## Critiques
L'album a reçu des critiques très mitigées de la part des critiques.
Mikael Wood de Billboard a donné un avis mitigé à l'album, en disant: « ... si Selena veut faire survivre son contexte actuel, sa musique pourrait utiliser plus de son en elle » Entertainment Weekly a critiqué l'album, en particulier la voix de Gomez, de même pour Digital Spy.

## Liste des titres
| No  | Titre                          | Auteur                                               | Réalisateur artistique | Durée |
| --- | ------------------------------ | ---------------------------------------------------- | ---------------------- | ----- |
| 1.  | Kiss and Tell                  | Ted Bruner, Trey Vittetoe, Gina Schock               | Bruner, Vittetoe       | 3:17  |
| 2.  | I Won't Apologize              | Selena Gomez, John Fields, William James McAuley III | Fields                 | 3:06  |
| 3.  | Falling Down                   | Bruner, Vittetoe, Schock                             | Bruner, Vittetoe       | 3:05  |
| 4.  | I Promise You                  | Isaac Hasson, Lindy Robbins, Mher Filian             | SuperSpy               | 3:20  |
| 5.  | Crush                          | Bruner, Vittetoe, Schock                             | Bruner, Vittetoe       | 3:19  |
| 6.  | Naturally                      | Antonina Armato,Tim James, Devrím Karaoglu           | Rock Mafia             | 3:22  |
| 7.  | The Way I Loved You            | Shelly Peiken, Rob Wells                             | Wells                  | 3:33  |
| 8.  | More                           | Hasson, Robbins, Filian                              | SuperSpy               | 3:30  |
| 9.  | As a Blonde                    | Fefe Dobson, Greg Wells, Peiken                      | Wells                  | 2:47  |
| 10. | I Don't Miss You at All        | Robbins, Toby Gad                                    | Gad                    | 3:40  |
| 11. | Stop and Erase                 | Bruner, Vittetoe, Schock                             | Bruner, Vittetoe       | 2:52  |
| 12. | I Got U                        | Matthew Wilder, Tamara Dunn                          | Wilder                 | 3:34  |
| 13. | Tell Me Something I Don't Know | Armato, Ralph Churchwell, Michael Nielse             | Rock Mafia             | 2:55  |

| 14. | Falling Down (Plug In Language Remix) | Bruner, Vittetoe, Schock | Bruner, Vittetoe | 7:14 |

| 14. | Naturally (Dave Audé Radio Mix) | Armato, James, Karaoglu | Armato, James | 4:02 |

| 14. | Making of "Kiss and Tell   |  |  |  |
| 15. | Falling Down (music video) |  |  |  |

## Singles
- Falling Down est le tout premier single de l'album, qui est sorti à l'international le 28 août 2009 ainsi que le clip vidéo. Ce single a montré aux public que Selena Gomez pouvait gérer n'importe quel type de succès et qu'elle a l'énergie de gérer sa notoriété. Ce single n'a pas eu beaucoup de succès car il est arrivé à la 82e place aux États-Unis.
- Naturally est le deuxième single de l'album. Le clip vidéo est sorti le 11 décembre 2009 sur Disney Channel. Le single a commencé à la 39e place dans le Billboard Hot 100 et est arrivé à la 29e place. Dans les charts canadiens, il est arrivé à la 18e place et est arrivé dans le top 10 dans de nombreux pays d'Europe.

## Classements et certifications

### Classement par pays
| Classement (2009–2010)               | Meilleure position |
| ------------------------------------ | ------------------ |
| Argentine Classement album           | 10                 |
| Autriche Classement album            | 4                  |
| Belgique Classement album(Flandre)   | 22                 |
| Belgique Classement album (Wallonie) | 26                 |
| Canada Classement album              | 22                 |
| Pays-Bas Classement album            | 87                 |
| France Classement album              | 24                 |
| Allemagne Classement album           | 19                 |
| Grèce Classement album               | 2                  |
| Irlande Classement album             | 14                 |
| Italie Classement album              | 33                 |
| Mexique Classement album             | 20                 |
| Nouvelle-Zélande Classement album    | 21                 |
| Norvège Classement album             | 38                 |
| Pologne Classement album             | 4                  |
| Espagne Classement album             | 2                  |
| Suisse Classement album              | 36                 |
| Royaume-Uni Classement album         | 12                 |
| États-Unis Billboard 200             | 9                  |

| Classement (2010)        | Position |
| ------------------------ | -------- |
| Espagne Classement album | 28       |
| États-Unis Billboard 200 | 47       |

| Pays            | Certifications | Ventes     |
| --------------- | -------------- | ---------- |
| Argentine ACFVP | Or             | 20 000+    |
| Canada CRIA     | Or             | 40 000+    |
| États-Unis RIAA | Or             | 922 000+   |
| Royaume-Uni     | Argent         | 60 000+    |
| Monde           |                | 1 500 000+ |

## Clips Vidéos
| Année | Titre                            | Sortie         |
| ----- | -------------------------------- | -------------- |
| 2009  | Falling Down                     | 28 août 2009   |
| 2010  | Naturally                        | 2 février 2010 |
| 2010  | Naturally (Dave Audé Remix)      | 10 mars 2010   |
| 2010  | Naturally (Ralphi Rosario Remix) | 10 mars 2010   |

## Sorties
| Pays        | Date              | Label                                 | Format                             | Catalogue                             |
| ----------- | ----------------- | ------------------------------------- | ---------------------------------- | ------------------------------------- |
| Canada      | 29 septembre 2009 | Hollywood Records                     | CD, téléchargement digital         | D000283102                            |
| Royaume-Uni | 29 septembre 2009 | Hollywood Records                     | CD, téléchargement digital         | D000283102                            |
| Australie   | 16 octobre 2009   | Universal Music                       | CD, téléchargement digital         | D000283102                            |
| Japon       | 24 février 2010   | Avex Group                            | CD, CD+DVD, téléchargement digital | AVCW-13120 (CD), AVCW-13119B (CD+DVD) |
| Inde        | 4 avril 2010      | Universal Music                       | CD                                 | D000283102                            |
| Malaisie    | 10 avril 2010     | Geffen Records, Universal Music Group | Téléchargement digital             |                                       |
| Royaume-Uni | 20 avril 2010     | Fascination Records                   | CD, téléchargement digital         | D000575702                            |

## Personnel
- Vocale - Selena Gomez
- Vocal Secondaires - Selena Gomez, Lindy Robbins, Gina Schock, Fefe Dobson, Char Licera
- Guitare - John Fields, Greg Johnston, Jimmy Messer, Tim Pierce, Isaac Hasson
- Basse - John Fields, Sean Hurley, Isaac Hasson
- Claviers - Benjamin Dherbecourt, John Fields, Isaac Hasson, Mher Filian
- Batterie - John Fields, Dorian Crozier, Josh Freese
- Battements - Mher Filian
- Producteurs - John Fields, Matthew Wilder, Rob Wells, Toby Gad, Trey Vittetoe, Devrim Karaoglu, Antonina Armato
- Ingénieur - John Fields, Matthew Wilder, Rob Wells, Trey Vittetoe, Chris Anderson, Adam Comstock, Steve Hammons, Luke Tozour
- Mix - John Fields, Matthew Wilder, Toby Gad, Chris Anderson, Clif Norrell, Paul Palmer, Paul David Hager
- Programme - John Fields, Rob Wells, Toby Gad
- Instrumentation - Matthew Wilder, Rob Wells, Toby Gad, Trey Vittetoe
- Producteur Tonalité - Rob Wells, Shelly Peiken
- Énergie de la batterie - Ghian Wright
- Arrangeur - Toby Gad
- Ingénieur du son assistant - Dorian Crozier
- Mastering - Robert Vosgien
- A&R - Cindy Warden, Jon Lind
- Directeur Créatif - David Snow
- Mode - Nick Steinhardt
- Direction d'art - Jeri Heiden